# Isenburg-Büdingen

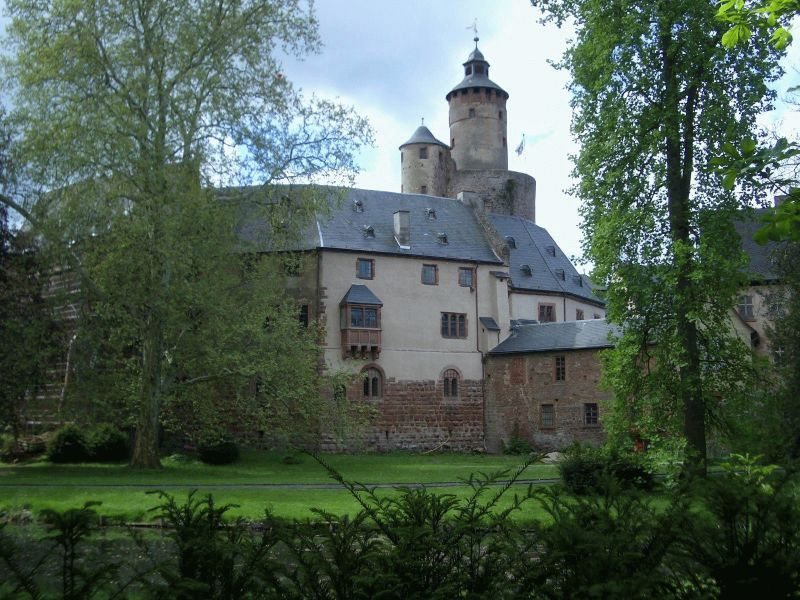
Castillo de Büdingen.

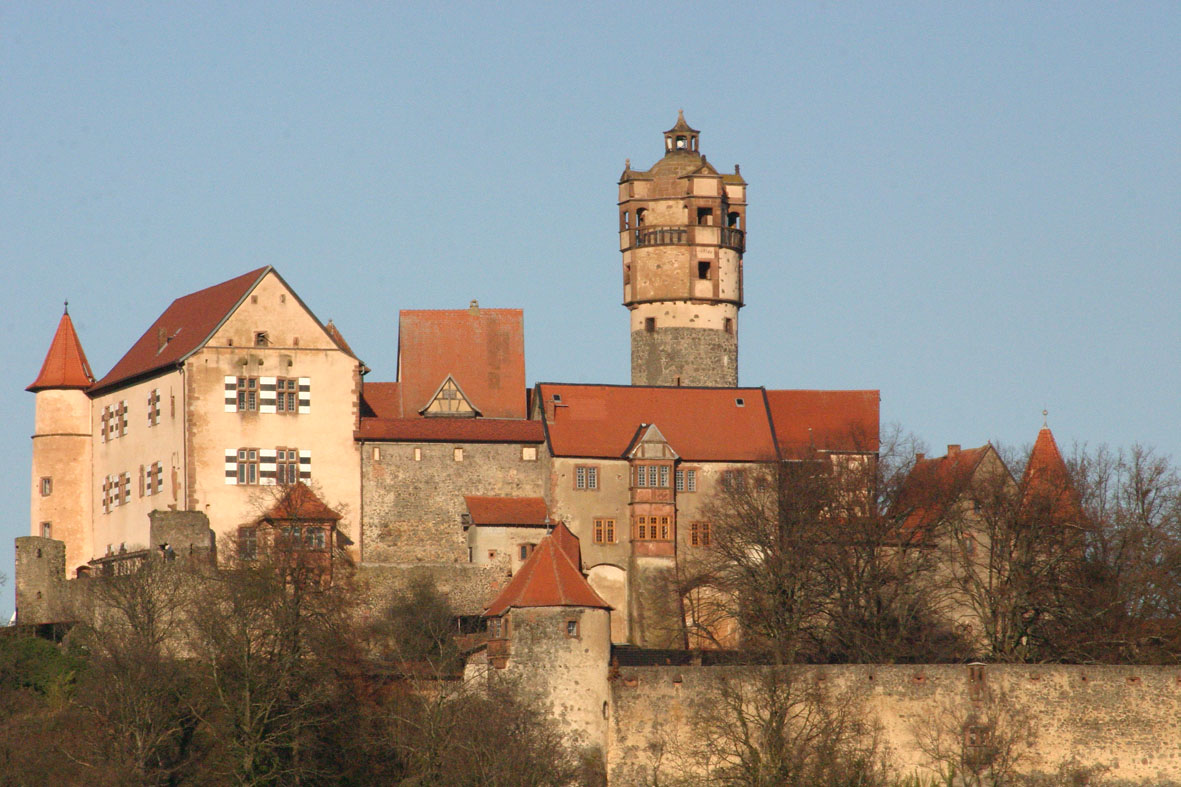
Castillo de Ronneburg, Hesse.

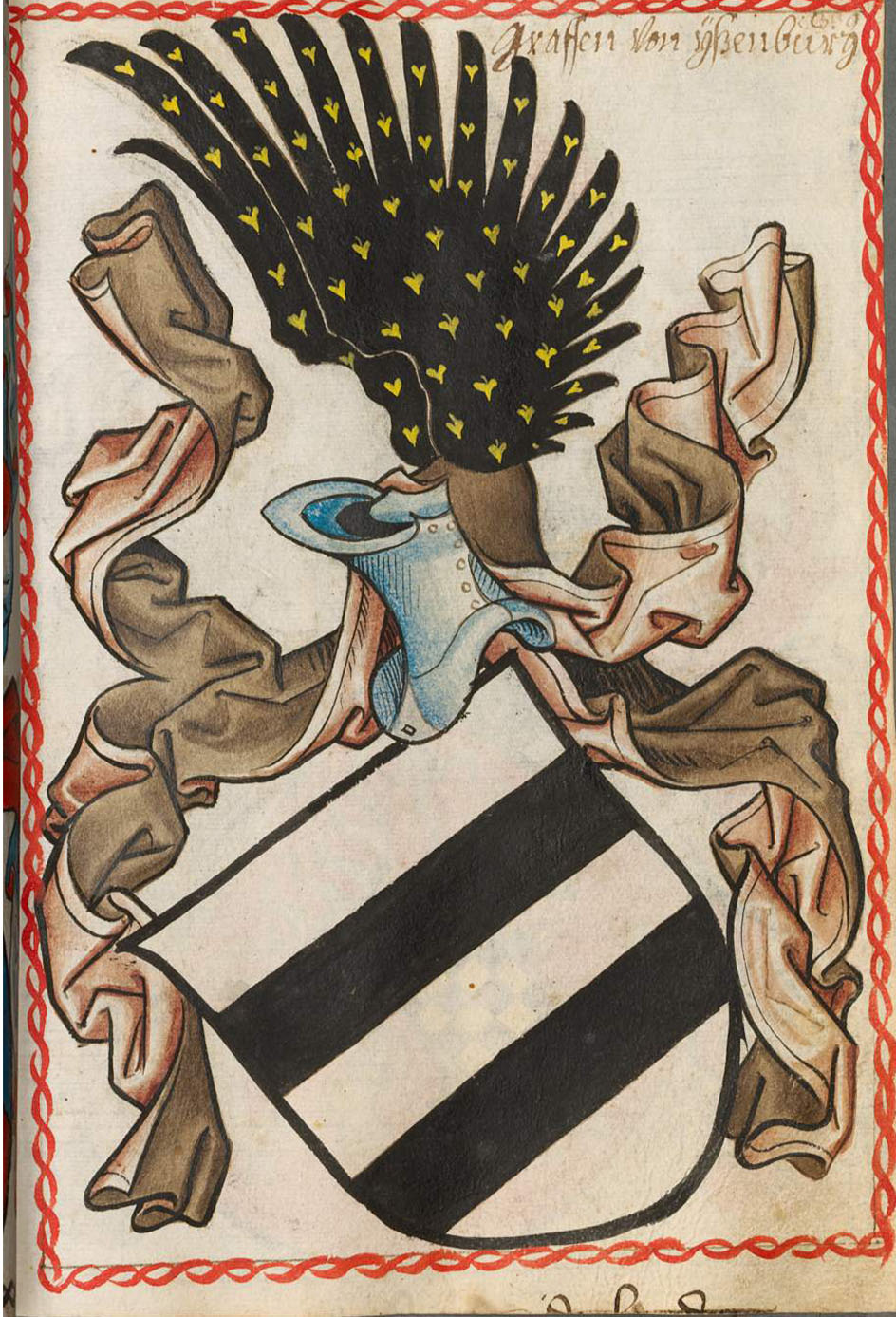
Armas de los condes de Isenburg.

Isenburg-Büdingen (también Ysenburg-Büdingen) fue un Condado en el Hesse meridional, Alemania, localizado en torno a Büdingen. Existieron dos diferentes Condados con el mismo nombre. El primero (1341-1511) fue una partición de Isenburg-Cleberg, y fue dividido a su vez en Isenburg-Büdingen-Birstein e Isenburg-Ronneburg en 1511. El segundo (1628-1806) fue una partición de Isenburg-Büdingen-Birstein. Fue a su vez dividido en él mismo, Isenburg-Meerholz e Isenburg-Wächtersbach en 1673, y fue mediatizado a Isenburg en 1806.

## Condes de Isenburg-Büdingen (1596-1801)
- Wolfgang Ernesto I (1596-1633)
- Juan Ernesto (1633-1673)
- Juan Casimiro (1673-1693)
- Ernesto Casimiro, Conde de Isenburg-Büdingen-Büdingen (1693–1749)
- Ernesto Dietrich, Conde de Isenburg-Büdingen (1749-1758)
- Ernesto Casimiro, Conde de Isenburg-Büdingen (1758-1801), padre del primer Príncipe

## Príncipes de Isenburg-Büdingen-Büdingen

Escudo de armas de los príncipes de Isenburg-Büdingen

- Ernesto Casimiro I (1801-1848)
- Ernesto Casimiro II (1848-1861)
- Bruno (1861-1906)
- Wolfgang (1906-1920)
- Alfredo (1920-1922)
- Carlos (1922-1941)

- Datos: Q319703